# Evangelische Kirche Niedersprockhövel

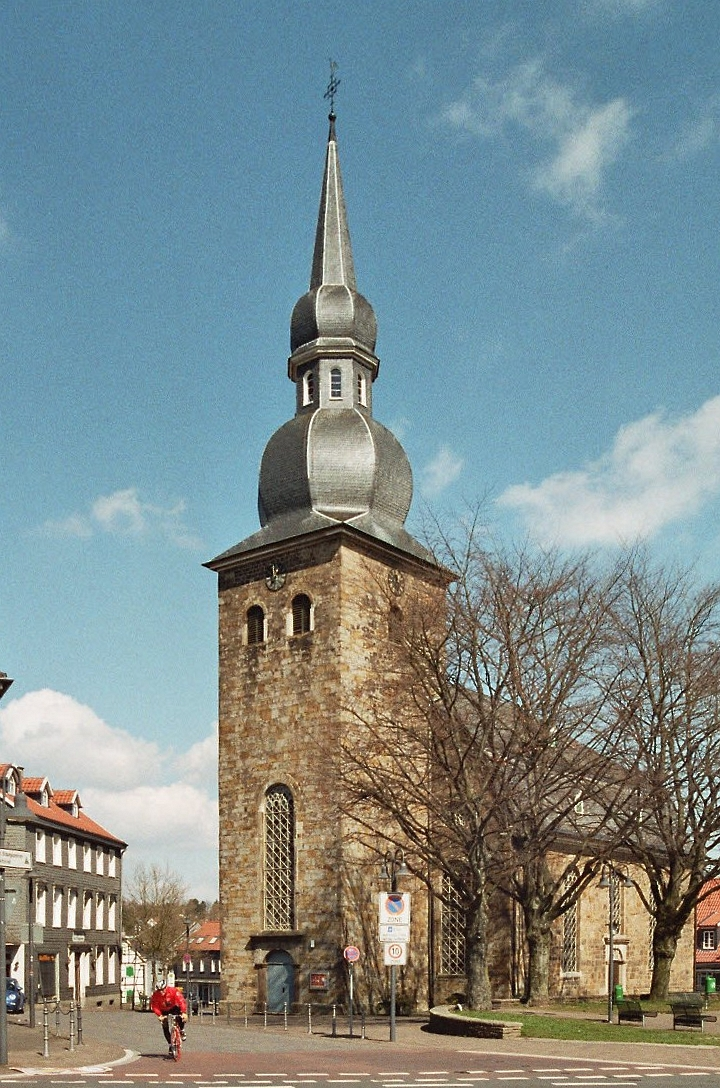
Evangelische Kirche

Die evangelische Pfarrkirche ist ein denkmalgeschütztes Kirchengebäude in Niedersprockhövel, einem Stadtteil von Sprockhövel, im Ennepe-Ruhr-Kreis in Nordrhein-Westfalen.
Der rechteckige, schlichte Saalbau mit Mansarddach wurde 1785 auf den Fundamenten der Kirche St. Januarius errichtet. Der Westturm ist von einer welschen Haube gekrönt. Die Sakristei ist an die Ostseite angebaut. Unter Sprockhövlern ist die Kirche auch als Zwiebelturmkirche bekannt.
Die Emporen wurden 1928 umfassend erneuert, der Altar und die Kanzel wurden 1805 hergestellt.
Das Geläut besteht aus vier Gussstahlglocken des Bochumer Vereins. Eine Glocke (eis′) entstand 1890, die übrigen drei Glocken (cis′, fis′ und a′) wurden 1955 gegossen.